# Chiltern Main Line
Chiltern Main Line – główna linia kolejowa w Wielkiej Brytanii, część brytyjskiego systemu kolejowego. Łączy Londyn (dworzec Marylebone) i Birmingham trasą o długości 171 km biegnącą przez północno-zachodni Londyn, Buckinghamshire, Oxfordshire, Northamptonshire i Warwickshire. Mimo że West Coast Main Line zapewnia szybszy transport między dwoma miastami (używana jest m.in. przez pociągi InterCity), Chiltern Main Line nadal jest popularna ze względu na bardziej bezpośrednią trasę między dwoma ośrodkami miejskimi. W ten sposób uzupełnia West Coast Main Line, zapewniając dodatkowe połączenia między dwoma największymi miastami Wielkiej Brytanii. Używana jest także do połączeń podmiejskich pomiędzy tymi miastami.
Linia nie jest zelektryfikowana, choć pojawiały się plany elektryfikacji. Jest obecnie obsługiwana przez spalinowe zespoły trakcyjne klasy 150 (niedaleko Birmingham), klasy 165 (w pobliżu Londynu) i klasy 168 (między miastami) spalinowe zespoły trakcyjne.